# Cyrtodactylus redimiculus
Cyrtodactylus redimiculus là một loài thằn lằn trong họ Gekkonidae. Loài này được King mô tả khoa học đầu tiên năm 1962.